# Флаг Пешского сельсовета
Флаг муниципального образования «Пешский сельсовет» Заполярного муниципального района Ненецкого автономного округа Российской Федерации — опознавательно-правовой знак, служащий официальным символом муниципального образования.
Флаг утверждён 30 ноября 2009 года и внесён в Государственный геральдический регистр Российской Федерации с присвоением регистрационного номера 5863.

## Описание флага
«Прямоугольное голубое полотнище с отношением ширины к длине 2:3, воспроизводящее в середине изображение фигур из герба сельсовета: в красном круге окаймлённом пятью белыми рыбами стоящая белая куропатка».

## Символика флага
На флаге изображены основные занятия населения муниципального образования. Пять рыб — символ рыболовства и рыболовецкого колхоза СПК РК «Заполярье», а также пять населённых пунктов, входящих в состав МО.
Полярная куропатка — один из видов охотничьего промысла населения, а также — символ выживаемости, готовности к самопожертвованию.
Голубой цвет (лазурь) — символизирует возвышенные устремления, искренность, преданность, возрождение.
Красный цвет — цвет ягод малины, в большом количестве произрастающей на землях населёных пунктов сельсовета.
Красный цвет — символизирует труд, мужество, жизнеутверждающую силу, красоту и праздник.
Белый цвет (серебро) — символизирует чистоту, ясность, открытость, божественную мудрость, примирение.